# 3-Hydroxyphénazépam
Le 3-hydroxyphénazépam est une benzodiazépine avec des effets anxiolytiques, hypnotiques, myorelaxants, amnésiants et anticonvulsivants.
C'est un métabolite actif du phénazépam.